# Imin
Imin je funkcionalna grupa ili hemijsko jedinjenje koje sadrži ugljenik–azot dvodtruku vezu, sa azotom vezanim za atom vodonika (H) ili jednu organsku grupu. Ugljenik ima dve dodatne jednostruke veze.

## Nomenklatura i klasifikacija
On je srodan sa ketonima i aldehidima u smislu da je kiseonik zamenjen sa NR grupom. Kad je R = H, jedinjenje je primarni imin; kad je R is ugljovodonik, jedinjenje je sekundarni imin. Imini pokazuju raznovrsnu reaktivnost i često se sreću u hemiji. Kad je , imin se zove oksim, i kad je  grupa imin je hidrazon.

### Aldimini i ketimini
Primarni imin u kome je C vezan za ugljovodonik i H se zove primarni aldimin; sekundarni imin sa takvom grupom se zove sekundarni aldimin.
Primarni imin sa C vezanim za dva ugljovodonika se zove primarni ketimin; sekundarni imin sa takvom grupom je sekundarni ketimin.
- Primarni aldimin
- Sekundarni aldimin
- Primarni ketimin
- Sekundarni ketimin